# Zazá (filme de 1939)
Zaza (bra/prt: Zazá) é um filme estadunidense de 1939, do gênero drama romântico, dirigido por George Cukor, e estrelado por Claudette Colbert e Herbert Marshall. O roteiro de Zoë Akins e Jules Furthman foi baseado na peça teatral homônima de 1899, de Pierre Berton e Charles Simon.
Em 1915, a peça teatral já havia sido transformada em um filme homônimo, dirigido por Edwin S. Porter e Hugh Ford, e estrelado por Pauline Frederick. Em 1923, a história foi adaptada novamente, dirigida por Allan Dwan, e estrelada por Gloria Swanson.

## Sinopse
Zaza (Claudette Colbert), uma deslumbrante artista de cabaré parisiense, entrega-se ao encanto de Dufresne (Herbert Marshall), um homem rico, mas desonesto. Determinada a abandonar sua carreira em busca de uma nova vida ao lado dele, Zaza se depara com a desconcertante revelação de que ele já é casado.

## Elenco
- Claudette Colbert como Zaza
- Herbert Marshall como Dufresne
- Bert Lahr como Cascart
- Helen Westley como Anais
- Constance Collier como Nathalie
- Genevieve Tobin como Florianne
- Walter Catlett como Marlardot
- Ann E. Todd como Toto
- Rex O'Malley como Bussy
- Ernest Cossart como Marchand
- Rex Evans como Michelin
- Robert Fischer como Pierre
- Janet Waldo como Simone
- Dorothy Tree como Madame Dufresne
- Duncan Renaldo como Treinador de Animais

## Produção
Originalmente, Isa Miranda era a atriz escalada como a protagonista, mas, três dias após o início das filmagens, foi substituída por Claudette Colbert. Embora a explicação oficial para sua saída mencionasse problemas de saúde, a verdadeira razão foi sua reputação de ser "mal-educada e extremamente temperamental", muito atribuída após um colapso mental durante as gravações.

## Recepção
Frank Nugent, em sua crítica para o The New York Times, escreveu:
"Claudette Colbert, Herbert Marshall e os outros membros do elenco de Zaza foram grosseiros o suficiente ontem para perturbar a conversa, as palmas e as batidas rítmicas dos pés de uma plateia impaciente para que a orquestra de Benny Goodman voltasse ao palco da Paramount. Eles pagaram pelo atrevimento. Suas falas foram abafadas pelo barulho. Foram submetidos às brincadeiras pseudo-cômicas dos estudantes na plateia. Suas cenas principais foram recebidas com cantos de: 'Queremos Benny, queremos Benny!' O filme deles foi praticamente expulso da tela. Foi totalmente impossível, nessas circunstâncias, formar qualquer opinião sobre o filme – exceto a opinião de que claramente faltavam encantos para acalmar os fãs da música de Goodman".